# Avraham Yaakov Pam
Avraham Yaakov HaKohen Pam dit Avraham Yaakov Pam, né en 1913 à Vidzy, dans le  voblast de Vitebsk, en Biélorussie et mort le 16 août 2001 à Brooklyn, New York, est un rabbin haredi américain, Rosh Yeshiva à la Yeshiva Torah Vodaas à Brooklyn, New York.

## Biographie
Avraham Yaakov Pam,, est  né en 1913 à Vidzy, en Biélorussie. Il est le fils du rabbin Meir Zanvel Pam (1879- 16 avril 1969) et de Rachel Leah Pam née Analik (1866-25 octobre 1971). Son père est un disciple du Hofetz Haïm. Il a un frère, Charlie Pam.

### Mort
Avraham Yaakov Pam meurt le 16 août 2001 à Brooklyn, New York, et est enterré au Mont Judah Cemetery, à Ridgewood, Queens, New York.